# Szokolya, Pesta
Szokolya  este un sat în districtul Szob, județul Pesta, Ungaria, având o populație de 1.736 de locuitori (2011). 

## Demografie
Componența etnică a satului Szokolya
     Maghiari (96,74%)
     Necunoscut (1,63%)
     Alții (1,63%)
Componența confesională a satului Szokolya
     Romano-catolici (35,94%)
     Reformați (27,94%)
     Fără religie (7,78%)
     Luterani (1,21%)
     Necunoscută (25,86%)
     Alte religii (6,11%)
Conform recensământului din 2011, satul Szokolya avea 1.736 de locuitori. Din punct de vedere etnic, majoritatea locuitorilor (96,74%) erau maghiari. Apartenența etnică nu este cunoscută în cazul a 1,63% din locuitori. Nu există o religie majoritară, locuitorii fiind romano-catolici (35,94%), reformați (27,94%), persoane fără religie (7,78%) și luterani (1,21%). Pentru 25,86% din locuitori nu este cunoscută apartenența confesională.